# Giuseppe Ippoliti
Giuseppe Ippoliti (Sonnino, 17 giugno 1899 – Pontevico, 14 luglio 1974) è stato un carabiniere italiano, sottufficiale dell'Arma, nominato con la moglie Teresa Zani, Giusto tra le nazioni per aver salvato due sorelle ebree, Trude e Edith Fischhof, dalla persecuzione nazifascista, ospitandole nella propria abitazione.

## Biografia
Partito per il fronte tra i ragazzi del '99, venne arruolato nel V° Reggimento Alpini e partecipò alla battaglia del Monte Grappa. Alla fine delle ostilità si arruolò nell'Arma dei Carabinieri Reali e frequentò la Scuola Allievi Sottufficiali Carabinieri di Firenze. Operò, inizialmente, nella Legione Roma e, successivamente, nelle province di Milano, Bergamo e Brescia, ove ebbe il comando di diverse stazioni. Nella stazione di Casazza conobbe una famiglia ebrea, inviata al confino libero, proveniente dal campo di internamento di Ferramonti di Tarsia.
Si congedò dall'Arma con il grado di brigadiere nel gennaio 1943, lasciando l'indirizzo della propria abitazione ai Fischhof, raccomandando loro di raggiungerlo nel caso in cui si ritenessero in pericolo. Fu così che accolse in casa, con la moglie Teresa, le due sorelle Trude e Edith spacciandole per sue cugine, mentre i loro genitori, che avevano una scarsa conoscenza della lingua italiana, ripararono in Svizzera. In questo modo riuscì a mettere al sicuro l'intera famiglia dall'Olocausto nazista.
In seguito mise a frutto la buona conoscenza del territorio, partecipando a diverse operazioni contro i nazifascisti, dopo essere entrato nella Divisione Tito Speri, appartenente alle Brigate Fiamme Verdi, una formazione partigiana di ispirazione cattolica.
Insieme alla moglie Teresa Zani fu insignito dell'onorificenza di Giusto tra le Nazioni dallo Yad Vashem il 18 giugno 2019.